# Milagros de la Vega
María de los Milagros de la Vega (3 de febrero de 1895 - 11 de diciembre de 1980), más conocida como Milagros de la Vega, fue una actriz dramática de teatro y cine argentino. 

## Biografía

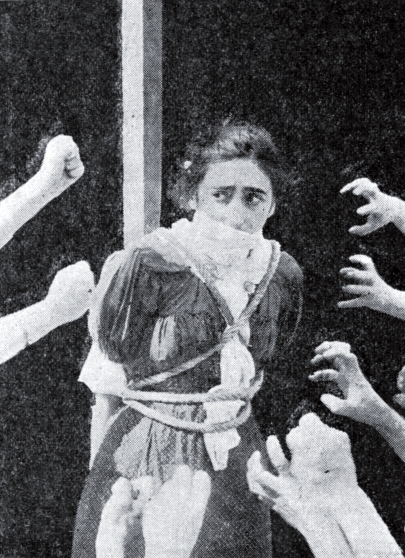
Milagros de la Vega en El mentir de los demás (1919).

Nació en Argentina, se educó en Chile, donde a los 5 años estudió en el Conservatorio Nacional de ese país, regresó a la Argentina, estudio en el Conservatorio de Teatro y en el Conservatorio de Música. Actuó en Montevideo y fue pilar de la Comedia Nacional Argentina.
En 1915 interpretó a Manuelita Rosas en la obra teatral Amalia basada en la novela homónima de José Mármol.
Con su esposo realizó giras por la Argentina y países limítrofes. Sus trabajos teatrales más destacados fueron en las obras Mademoiselle (Señorita), La casa de Bernarda Alba, Romance de lobos, Un guapo del 900, Veinte años y una noche (1941), entre otras.
En 1919 debuta en el cine  mudo en El mentir de los demás. Participó en 26 películas, entre ellas La chismosa, Veinte años y una noche, Malambo, La Quintrala, Los orilleros, entre otras.
Actuó en teatros de la avenida Corrientes; en el Teatro Nacional Cervantes y en el Municipal San Martín de Buenos Aires, en La casa de Bernarda Alba en 1958 junto a Margarita Xirgu (su última aparición), Las aguas del mundo, Un guapo del 900  y un buen repertorio de piezas clásicas. Ejerció la docencia en el Conservatorio Julián Aguirre de la ciudad argentina bonaerense de Banfield. Sus alumnos fueron Alfredo Alcón y María Aurelia Bisutti.
En 1950 estrenó en Buenos Aires junto a Narciso Ibáñez Menta, La muerte de un viajante, de Arthur Miller y actuó en Las brujas de Salem en 1973 en un coprotágonico junto a Alfredo Alcón.
Siendo comunista, en 1946 integra la lista de "La Agrupación de Actores Democráticos", en pleno gobierno de Juan Domingo Perón, y cuya junta directiva estaba integrada por Pablo Racioppi, Lydia Lamaison, Pascual Nacaratti, Alberto Barcel y Domingo Mania.
Participó en cine, teatro y televisión y se destacó como maestra de artistas.
Se integró a la generación de 1960 participando en La cifra impar, por la que ganó un premio.
Siguió actuando hasta sus últimos días. De sus últimas apariciones en teatro se encuentran Todo en el jardín y Las brujas de Salem.
Falleció el 11 de diciembre de 1980 a los 85 años en la Ciudad de Buenos Aires.
Estuvo casada con Carlos Perelli, con quien fundó el Teatro Intimo junto a Jordana Fain.

## Filmografía
- Saverio, el cruel (1977)
- Los orilleros (1975)
- La hora de María y el pájaro de oro (1975)
- Juan Lamaglia y Sra. (1970)
- El loro de la soledad (1967)
- Gente conmigo (1965)
- El reñidero (1965)
- La cifra impar (1962)
- La patota (1960)
- Horizontes de piedra (1956)
- La Quintrala, doña Catalina de los Ríos y Lisperguer (1955)
- La pasión desnuda (1953)
- La bestia debe morir (1952)
- Mujeres en sombra (1951)
- Vidalita (1949)
- Todo un héroe (1949)
- La serpiente de cascabel (1948)
- El pecado de Julia (1947)
- Albergue de mujeres (1946)
- Veinte años y una noche (1941)
- De la sierra al valle (1938)
- La chismosa (1938)
- El último centauro. La epopeya del gaucho Juan Moreira (1923)
- El mentir de los demás (1919)